# うわようじょつよい
『うわようじょつよい』は、派手な看護婦による日本の漫画作品。『LINEマンガ』（LINE Digital Frontier）にて2018年11月11日より2019年3月まで第1章が連載された。第2章についての詳細は公表されていない。

## ストーリー
世界最大の同人誌即売会3日目、突如現れた異星人（OTA）に有明は乗っ取られ、有明を取り返すべく、武装した女子小学生が投入される。
気弱女子小学生のつばさは、仲間とともに有明奪還を目指す。女児グッズに擬装した最新兵器を駆使し、異星人たちを駆逐する下攻している。

## 登場人物
尾滝つばさ
主人公で新人。魔法などは使わず、主に杖でたたく。
メロンスキー
主に節子とともに行動する。
斧寺青
サイコパスともいえる性格で、コミックでたたいて倒す。
藻ノ沖イナバ
電流編み（エレクトロスパイク）など、縄から熱や、電気を出して倒す。
峰空郷節子
知的で、ナノボットなど、科学的な武器を使う。
曹長
ロリコンでつばさら5人の下攻の送り迎えをしている。
青樹
OTAの研究者で、女子小学生がOTAに有効だと突き止めた。

## 書誌情報
- 派手な看護婦『うわようじょつよい』LINE Digital Frontier〈LINEコミックス〉全2巻
  1. 2019年5月15日発売、ISBN 978-4909767592
  2. 2019年7月13日発売、ISBN 978-4909767677